# Yasin Öztekin
Yasin Öztekin (* 19. März 1987 in Dortmund) ist ein deutsch-türkischer Fußballspieler, der auf verschiedenen Positionen in der Offensive aktiv ist.

## Kindheit
Der Großvater von Öztekin kam aus der zentralanatolischen Provinz Kırşehir im Zuge des Anwerbeabkommens zwischen der Bundesrepublik Deutschland und der Türkei als Gastarbeiter nach Deutschland und holte später seine Kinder nach, u. a. den Vater von Öztekin, Alaaddin Öztekin.
Beide Elternteile waren Fußballbegeisterte und förderten den jungen Öztekin sehr früh. Mit 4–5 Jahren begann er mit dem Vereinsfußball in der Nachwuchsabteilung des Dortmunder Amateurklubs Alemannia Scharnhorst und wurde von seinem Vater betreut, der bei diesem Klub als Nachwuchstrainer arbeitete und Öztekins Mannschaft betreute.

## Karriere

### Verein
Öztekin wechselte im Jahre 1996 vom Dortmunder Amateurklub Alemannia Scharnhorst zum BVB, bei dem er im Folgenden alle Jugendmannschaften durchlief und ab der Spielzeit 2006/07 die zweite Mannschaft in der Regionalliga West verstärkte. Nach einigen vielversprechenden Leistungen in der Saison 2008/09 wurde Öztekin auch in den Kader der Profis aufgenommen. Nach einer Einwechslung im Achtelfinale des DFB-Pokals gegen Werder Bremen (1:2) gab Öztekin am 31. Januar 2009 gegen Bayer 04 Leverkusen (1:1) sein Bundesligadebüt. 
Am 3. Januar 2011 verließ Öztekin Borussia Dortmund und wechselte zum türkischen Erstligisten Gençlerbirliği Ankara. Dort wurde er sofort Stammspieler.
Am 23. Mai 2012 wurde bekannt, dass Öztekin zur Saison 2012/13 ablösefrei zu Trabzonspor wechselt und einen Vierjahresvertrag unterschrieb.
Seine Zeit bei Trabzonspor war von kurzer Dauer, er wechselte zur Saison 2013/14 für eine Ablöse von 417.000 Euro zum Aufsteiger Kayseri Erciyesspor. Dabei setzte Trabzonspor bei den Vertragsverhandlungen durch, im Falle eines Weiterverkaufs Öztekins 20 % der Ablösesumme zu kassieren. Ausschlaggebend an diesem Wechsel war der Umstand, dass Erciyesspor mit Fuat Çapa jenen Trainer eingestellt hatte, unter dem Öztekin bei Gençlerbirliği seinen Durchbruch als Profispieler geschafft hatte. Zu Erciyesspor gewechselt, wurde er von Çapa von Saisonbeginn an als Stammspieler eingesetzt. Nachdem sein Verein die Hinrunde als Tabellenletzter beendet hatte, wurde Çapa durch den lange Zeit in Deutschland lebenden Trainer Hikmet Karaman ersetzt. Dieser setzte wie sein Vorgänger auf Öztekin. Von Karaman erhielt er auch die Genehmigung einen ehemaligen Nachwuchstrainer aus der Zeit von Borussia Dortmund zusätzlich zum Mannschaftstraining einstellen zu können. Unter diesen Umständen spielte Öztekin eine erfolgreiche Rückrunde und war maßgeblich daran verantwortlich, dass sein Verein bereits mehrere Wochen vor Saisonende den Klassenerhalt sicherte. Er wurde anschließend einer der gefragtesten Spieler der Sommertransferperiode 2014.
Nach langen Transferverhandlungen verpflichtete ihn Galatasaray Istanbul im Sommer 2014 gegen Ablösesumme von 2,5 Millionen €. Öztekin unterschrieb bei den Istanbulern einen Vierjahresvertrag und wird neben einem festen Gehalt von einer Million €, welches jedes Jahr um 50.000 € steigen wird, zusätzlich pro Pflichtspiel 10.000 € erhalten. In der Champions League kam es am 22. Oktober 2014 erstmals zu einem Wiedersehen für Öztekin mit seinem Jugendverein Borussia Dortmund, als er in der 62. Minute eingewechselt wurde. In seiner ersten Saison wurde er auch Doublesieger (Meisterschaft, Pokal) mit den Gelb-Roten.
In der Begegnung des Türkischen Fußball-Supercups 2015 erzielte Öztekin das Tor zum 1:0-Sieg seiner Mannschaft und trug so maßgeblich zum Gewinn dieser Trophäe bei. Nach Spielende wurde er vom Türkischen Sportjournalisten-Verein (TSYD) zum Spieler der Begegnung gekürt.

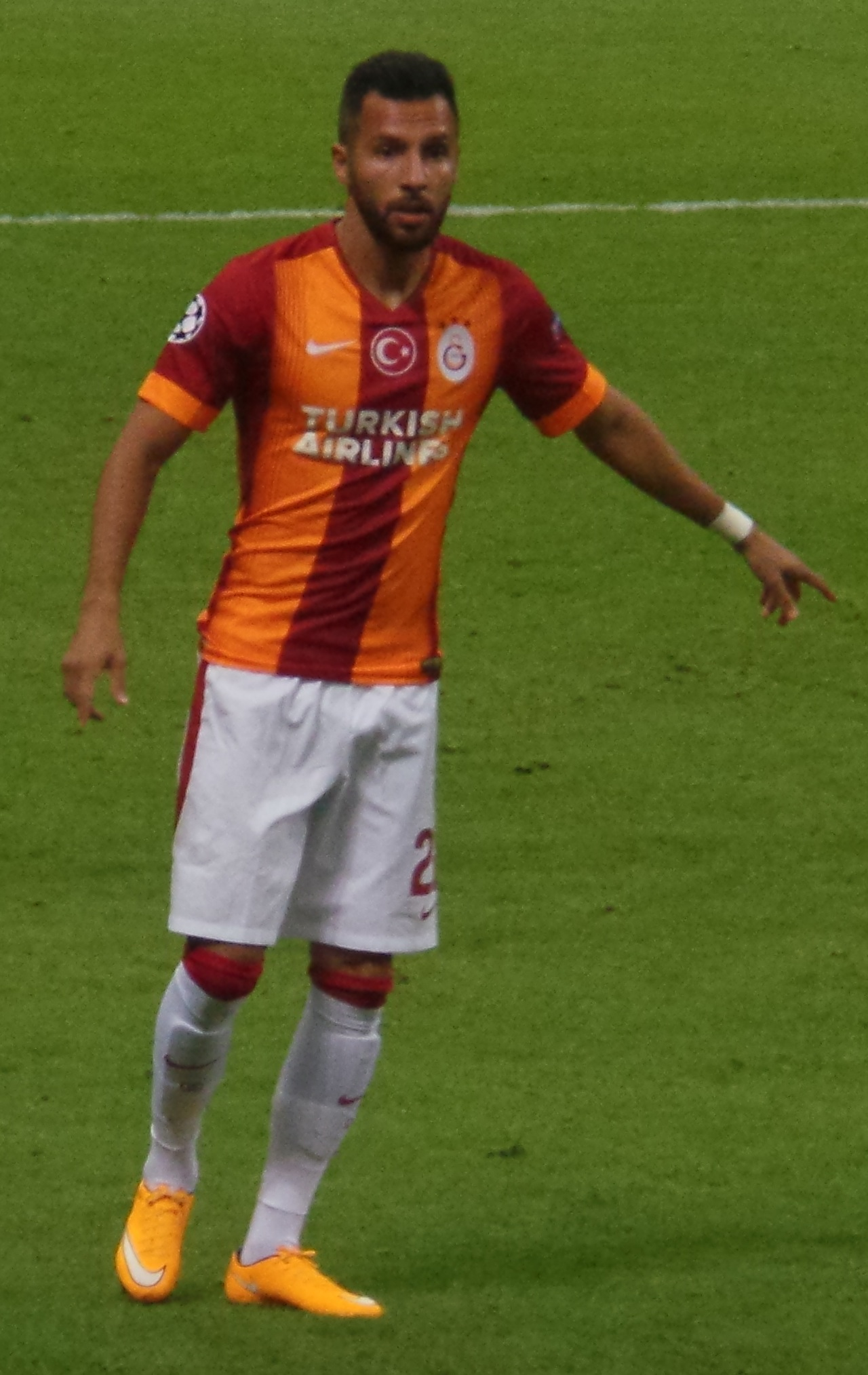
Öztekin im Einsatz für Galatasaray in der UEFA Champions League

Sein Vertrag bei Galatasaray Istanbul lief am 31. Mai 2018 aus. Öztekin wechselte daraufhin im Sommer 2018 ablösefrei zu Göztepe Izmir. Im Januar 2020 wechselte er zum türkischen Meisteraspiranten und Tabellenführer Sivasspor und unterschrieb bei den Zentralanatoliern einen Eineinhalbjahresvertrag. 2022 kehrte er zu Göztepe Izmir zurück.

### Nationalmannschaft
Nachdem er bei Galatasaray über längere Zeit zu überzeugen wusste, wurde Öztekin im Mai 2015 im Rahmen eines Qualifikationsspiele der Europameisterschaft 2016 und eines wenige Tage vorher stattfindenden Testspiels vom Nationaltrainer Fatih Terim zum ersten Mal in seiner Karriere in das Aufgebot der türkischen Nationalmannschaft nominiert. Im Testspiel gegen die bulgarische Nationalmannschaft vom 8. Juni 2015 gab er sein A-Länderspieldebüt.

## Erfolge
- Mit Galatasaray Istanbul
  - 2 × Türkischer Meister: 2014/15, 2017/18
  - 2 × Türkischer Fußballpokalsieger: 2014/15, 2015/16
  - 2 × Türkischer Supercupsieger: 2015, 2016